# Anne Couffier de Romans

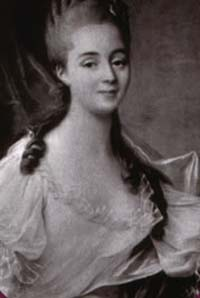
Anne Couppier de Romans

Anne Couffier de Romans, född 1737, död 1808, är känd som älskarinna till kung Ludvig XV av Frankrike från 1760 till 1765.  Hon och Ludvig XV fick ett barn tillsammans.

## Biografi
Anne Couffier de Romans var dotter till en kontorist i Grenoble, Jean Joseph Roman Coppier, och Marie-Madeleine Armand. Hon beskrivs av Giacomo Casanova, som utan framgång försökt förföra henne, gav henne ett horoskop och förutspådde att hon skulle bli kungens älskarinna, en spådom som gillades av hennes familj. Hennes syster Marie-Madeleine Couppier-Varnier var verksam som kurtisan i Paris, där hon kunde förmedla kontakten med kungens hallick Le Bel, som rekryterade kvinnor till Parc-aux-Cerfs.

### Mätress
Anne Couffier de Romans blev 1760 petite maîtresse (inofficiell mätress) till kungen. Till skillnad från hans övriga inofficiella älskarinnor vägrade hon att bo i Parc-aux-cerfs, utan begärde framgångsrikt att få ett eget hus i Passy nära La Muette, som kallades Hotel de la Folie. En anledning till detta ska ha varit att hon, till skillnad från de övriga flickorna, inte trodde att hon skulle bli älskarinna till en "polsk herre", utan var väl medveten om att det var kungen saken gällde. Hon beskrivs som vacker och dygdig och hade rekommenderats delvis för att hon var oskuld och därmed fri från könssjukdomar. Kungen besökte henne när han använde slottet La Muette och kallade henne för sin "vackra Madeleine" trots att detta inte var hennes namn.
Anne Couffier de Romans fick baroniet Meilly-Coulonge av kungen, som också lovade att erkänna ett eventuellt barn. Hon förklarade för sin syster att hon var förälskad i kungen, och att hon var övertygad om att han var det i henne, och skulle göra deras son till prins. Hon fick en son med kungen: Louis Aimé de Bourbon (1762–1787), som var det enda utomäktenskapliga barn kungen lät registrera sig som far till. Hon behandlade sin son som en prins; krävde att han skulle kallas 'Monseigneur', vilket var tilltalsnamnet för prinsar, och visade offentligt upp honom i Bois de Boulogne. Madame de Pompadour gick då dit anonymt med Nicole du Hausset för att se dem, utan att identifiera sig. Anne Couffier de Romans skilde sig på flera sätt från flickorna i Parc-aux-cerfs, vilket oroade Madame de Pompadour. Det var vid detta tillfälle som marskalkinnan de Mirepoix sade till Pompadour att kungen aldrig skulle överge henne, eftersom hon vid det laget var en av hans vanor, och han var en vanemänniska. Romans attraherade dock en hel del uppmärksamhet.

### Senare liv
År 1765 utsattes hon för en undersökning i samband med La Chalotais-affären. Ingenting kunde bevisas mot henne i frågan, men senare samma år bröt kungen förbindelsen med henne och förvisade henne till Ursulinernas kloster i Saint-Denis och skilde henne från sin son. Hon fick dock en större pension än någon annan av kungens före detta inofficiella älskarinnor.
Anne Couffier de Romans gifte sig år 1772 med Gabriel Guillaume de Siran, marquis de Cavanac. Äktenskapet var inte arrangerat av kungen, som tvärtom ska ha visat viss motvilja mot det. Hon fick två barn under äktenskapet, men  separerade från sin make sedan hon inlett en relation med abboten av Boisgelin, och blev änka 1784. Hon lämnade lämnade landet under franska revolutionen och tillbringade skräckväldet i Spanien innan hon återvände, och avled som miljonär.